# Estación Tambillos
Tambillos fue una estación de ferrocarril que se hallaba en la comuna de Coquimbo, en la región homónima de Chile. Se encontraba en la localidad rural del mismo nombre, a 163 m s. n. m.

## Historia
La estación fue inaugurada en 1862, cuando el ferrocarril que uniría las ciudades de La Serena y Coquimbo con Ovalle alcanzaba el sector de Las Cardas; posteriormente llegaría hasta Higueritas en 1866 y Angostura en 1870. Enrique Espinoza consigna la estación en 1897, al igual que José Olayo López en 1910 y Santiago Marín Vicuña en 1916, quienes la incluyen en sus listados de estaciones ferroviarias, así como también en mapas de 1929 la estación aparece en el trazado.
Alrededor de 700 metros al norte de la estación existía un puente, denominado Tambillos, que poseía una extensión de 16,4 metros.
La estación fue suprimida mediante decreto del 11 de julio de 1967. Posteriormente la estación fue abandonada y solamente quedan algunas ruinas de la construcción de piedra.